# Los nets dels Almogàvers
Los nets dels Almogàvers escrit per Josep Anselm Clavé i Camps cap al 1859. Es tracta d'un rigodon bèl·lic per a cor (TTB) i piano.
El 1859 s'impulsa des de Diputació de Barcelona i seguint els interessos de la burgesia, un cos de voluntaris per a la lluita colonial al Marroc (Guerra d'Àfrica) una operació que va servir per reforçar políticament a Víctor Balaguer i al general Joan Prim i Prats. Els 466 integrants voluntaris d'aquest cos tenien el compromis dels reclutadors, d'una oferta laboral si tornaven amb vida o d'una pensió vitalicia per a la familia en cas de morir en el combat.
Conegut sobretot pels cors d'obrers que havia creat, se li va encarregar l'obra amb l'objectiu de popularitzar i donar a conèixer la campanya per reclutar voluntaris per a la campanya al marroc, entre tots els ciutadans.
L'obra està escrita per a 2 veus de tenors, 1 de baix i acompanyament de piano. L'any 2003 es va publicar una reedició de la de l'any 1900; de la mà de la Biblioteca Virtual Miguel de Cervantes. No s'ha pogut localitzar cap tipus d'enregistrament sonor.